# تاریخ یهودیان در روسیه
تاریخ یهودیان در روسیه به زمانهای دور باز میگردد. منطقه روسیه در یک زمان دارای بیشتری جمعیت یهودی در دنیا بود. بسیاری از رسوم و سنتهای یهودیان در منطقه روسیه شکل گرفتند. یهودیان روسیه از یهودیان اشکنازی، قرائی، بخاری و گرجی تشکیل شده اند. اولین حضور یهودیان در قسمت اروپایی روسیه در قرن ۷ تا ۱۴ میلادی است. در قرن ۱۱ و ۱۲ یهودیان تنها درمناطق خاصی در کیف بودند.

## زمان کتاب مقدس
از زمان اسارت یهودیان در بابل یهودیان در منطقه ارمنستان و گرجستان ساکن بودند. بعضی شهرهای ارمنستان ۱۰۰۰۰ تا ۳۰۰۰۰ نفر یهودی را سکنی داده بودند. ولیکن حضور یهودیان دربقیه قسمتهای روسیه از قرن ۷ به بعد شکل گرفت. در همین زمان گروهی از ترکان منطقه خزر تحت تاثیر گروههای یهودی به یهودیت گرویدند. بعد از شکست خزرها در قرن ۹ میلادی بیشتر یهودیان خزر مهاجرت کرده یا تغییر دین دادند.

## کیوان روس
در قرن ۱۱ و ۱۲ یهودیان فقط در مناطق خاصی از کیف اجازه زندگی داشتند. بعد از اینکه یهودیان در قرون وسطی از کشورهای انگلستان، فرانسه و اسپانیا اخراج شدند بسیاری از آنان به لهستان مهاجرت کردند. بعد از حضور تعداد زیادی یهودی در لهستان و مجارستان، حضور آنها به لیتوانی و اوکراین نیز گسترش یافت.

## امپراطوری روسیه
تحت سلطه کاترین دوم امپراطوری روسیه بخشهای زیادی از لیتوانی و لهستان را تحت کنترل درآورد. این مناطق دارای جمعیت یهودی قابل توجهی بودند. کاترین منطقه مخصوصی برای یهودیان در امپراطوری روسیه ایجاد کرد که شامل لهستان، اوکراین، لیتوانی و کریمه بود. یهودیان بر اساس قانون فقط در این مناطق حق زندگی داشتند و در صورتی که میخواستند به بقیه نقاط کشور سفر کنند باید اجازه خاصی میگرفتند. یهودیان تا سال ۱۸۲۷ اجازه خدمت در ارتش نداشتند. ولیکن در سال ۱۸۲۷ نیکولاس اول قوانین جدیدی وضع کردن و به آنان اجازه خدمت در ارتش داد. الکساندر سوم با یهودیان بسیار دشمن بود. او یهودیان را قاتلان مسیح میدانست. در سال ۱۸۸۱ شورشهای ضد یهودی در اوکراین اتفاق افتاد. در حدود سال ۱۹۰۰ میلادی اتفاقهای ضدیهودی زیادی در سراسر روسیه اتفاق افتاد. در قرن ۱۹ و بیستم امپراطوری روسیه بیشترین تعداد یهودی را در سراسر دنیا داشت. در سال ۱۸۹۷ حدود ۵ میلیون یهودی در روسیه زندگی میکردند که تقریباً ۴ درصد جمعیت این کشور را تشکیل میدادند. در جنگ جهانی اول حدود ۴۵۰۰۰۰ سرباز یهودی در جنگ شرکت کردند.

## مهاجرت دسته جمعی

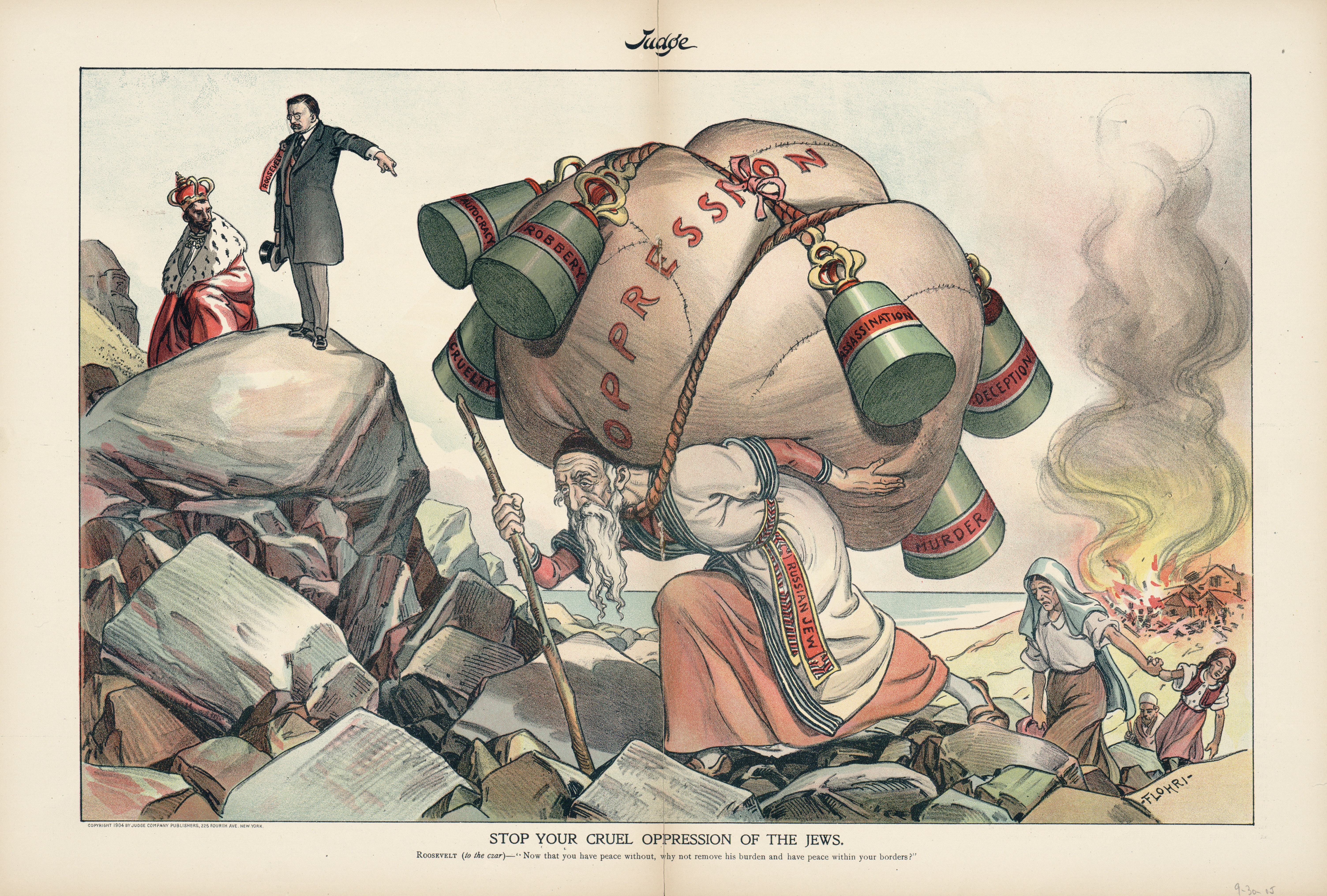
یک پوستر تاریخی که سوزاندن روستاهای یهودی‌نشین و کوچ‌دادن اجباری یهویان توسط دولت تزاری روسیه را نشان می‌دهد.

بین سالهای ۱۸۸۰ تا ۱۹۲۰ تعداد زیادی از یهودیان روسیه به ایالات متحده مهاجرت کردند. در این زمان حکومت تزار یهودیان را تشویق به مهاجرت می‌کرد.

## در دولت
از سال ۱۹۰۰ میلادی یهودیان به تدریج در دومای روسیه حضور پیدا کردند.

## در انقلاب کمونیستی
بسیاری از یهودیان از تزار به خاطر برنامه های یهودستیزانه او کینه به دل داشتند. از این رو ایده سرنگون کردن حکومت وی در نظر آنها بسیار جذاب بود. با شکلگیری فعالیتهای کمونیستی به دست بلشویکها تعداد بسیار زیادی یهودی در مقامات بالای آن حضور پیدا کردند. به دلیل اینکه حضور یهودیان در بین بلشویکها بسیار زیاد بود بیشتر مخالفان بلشویسم آنرا توطئه بین‌المللی یهود میدانستند. در سال ۱۹۱۹ لنین در طی سخنانی از یهودستیزی انتقاد کرده و آن را توطئه تزار برای گمراهی مردم دانست.

## اتحاد جماهیر شوروی
لنین و اولین سران شوروی کمونیستی به شدت از یهودستیزی انتقاد کردند. حزب صهیونیست شوروی نیز از لنین پشتیبانی مینمود. حکومت روسیه برای جلوگیری از مهاجرت یهودیان ، اسرائیل منطقه اوبلاست در شرق روسیه را به صورت خودمختار  با نام جمهوری خود مختار بایروبیدجان به یهودیان داد تا این منطقه به عنوان صهیون شوروی باشد. مقامات شوروی مخالف تدریس عبری در مدارس بودند و تدریس عبری در بیشتر مدارس یهودی ممنوع بود. ییدیش به جای عبری به عنوان زبان ملی یهودیان در نظر گرفته شد و یهودیان به یادگیری آن تشویق میشدند. در سال ۱۹۳۱ استالین در سخنانی از یهودستیزی انتقاد کرد. ولیکن استالین بعدها دستور قتل بسیاری از سران یهودی حزب کمونیست را صادر کرد. در سال ۱۹۴۱ میلادی شوروی دارای ۴٫۸۵ میلیون یهودی بود که ۳۰ درصد جمعیت یهودی دنیا را شامل میشد.

## هولوکاست
حدود دو میلیون یهودی شوروی در واقعه هولوکاست از بین رفتند. سیاست رسمی دولت شوروی در این زمان افشای جنایتهای آلمان نازی علیه شهروندان روسی و نه به صورت خاص یهودیان بود.

## استالین و یهودستیزی
بعد از جنگ جهانی دوم یهودستیزی در شوروی شدت یافت. در سال ۱۹۴۸ بسیاری یهودیان به دلیل فعالیتهای صهیونیستی دستگیر شدند. در سال ۱۹۵۳ برنامه ای بنام نقشه پزشکان شکل گرفت که در آن استالین به بهانه مبارزه با یهودیان فاسد دستور اعدام و دستگیری بسیاری را صادر کرد. ولیکن مرگ زودهنگام استالین به این برنامه پایان داد.